# Caudle (Apfel)

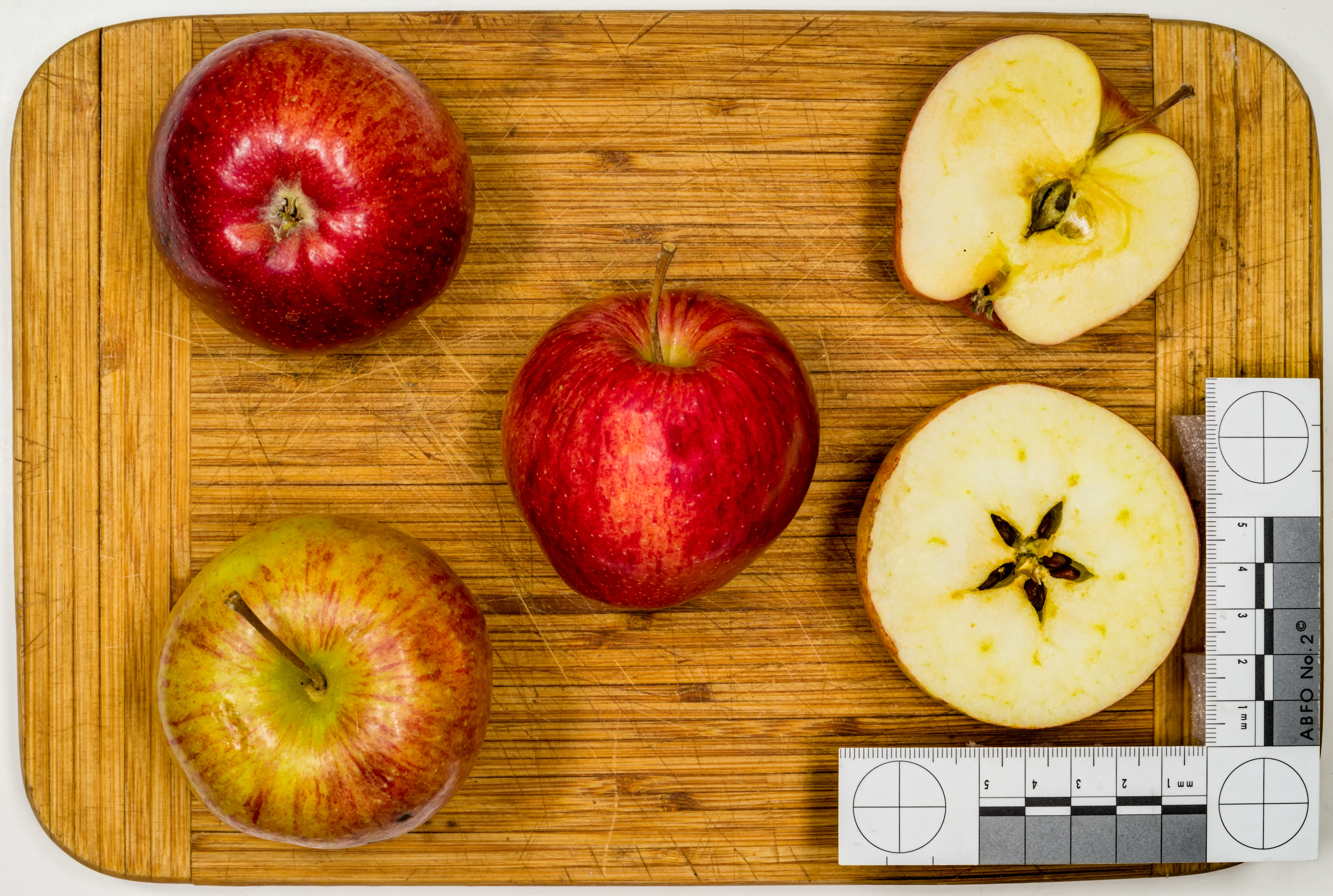
Fruchtansicht

Caudle, Carousel oder auch Cameo ist eine mittelgroße Apfelsorte aus den USA, mit länglicher Form. Die Fruchtschale ist gelblich-rot bis kräftig dunkelrot und leicht gestreift, das Fruchtfleisch ist mittelfest und saftig und besitzt einen leicht süßlichen Geschmack. Der Apfel zeichnet sich durch eine gute Lagerfähigkeit aus.
Die Sorte geht auf eine 1987 im US-Bundesstaat Washington im Anbaubetrieb des Namensgebers Darrel Caudle vorgefundene spontane Kreuzung, wahrscheinlich aus Red Delicious und Golden Delicious zurück.
Caudle wird weltweit als Clubsorte unter dem Markennamen Cameo angebaut und vertrieben. Die Sorte ist für Direktvermarkter nicht verfügbar.

## Anbau
Caudle ist unter den klimatischen Bedingungen in Norddeutschland eine der ertragreichsten Sorten, sie reagiert allerdings auf späten Frost besonders empfindlich. In Sachsen wurde bei einer Evaluierung mehrerer Apfelsorten für den Tafelobstanbau festgestellt, dass Caudle eine ausgeprägte Alternanz zeigt und nach längerer Lagerung „minderen“ Geschmack aufweist.
In Deutschland, der Schweiz, Großbritannien und Frankreich wurde Caudle im Jahr 2008 auf 420 Hektar angebaut, es wurden fast 8.000 Tonnen Äpfel geerntet. Fünf Jahre zuvor waren es erst 2.800 Tonnen.

## Vermarktung
Die Sorte wurde zunächst von dem amerikanischen Unternehmen Dole Fruits vermarktet. Seit 2001 wird sie unter dem Markennamen Cameo auf dem europäischen Markt angeboten. Die europäische Marke Cameo ist im Besitz der französischen Baumschule Dalival, die Vermarktung in Europa betreibt die Cameo Europe SAS.

## Mutationen
In den vergangenen Jahren wurden Mutanten der Sorte Caudle patentiert oder unter Sortenschutz gestellt. Die folgende Tabelle enthält Beispiele:
| Sorte     | Markenname | Patent       | Beschreibung, Vergleiche beziehen sich auf Caudle |
| --------- | ---------- | ------------ | --- |
| Cauflight | Cameo      | US2009144865 | mehr und kräftigere rote Farbe, höherer Anteil gut ausgefärbter Äpfel, auch im Inneren der Baumkrone, im Jahr 2000 in Flightshott Farm, Grafschaft Kent, Großbritannien entdeckt |
| Dudek     |            | US19766 (P2) | kräftigere rote Farbe, im September 1998 in East Wenatchee, Washington, USA entdeckt                                                                                             |

## Patente
1. 1 2 3  Patentanmeldung US9068P: Apple tree: Caudle cultivar. Angemeldet am 31. August 1993, veröffentlicht am 7. März 1995, Anmelder: Carousel Apple Inc. (US), Erfinder: Darrel D. Caudle und Marilynn M. Caudle (Apfelsorte; Online auf espacenet.com, abgerufen am 13. August 2013).
2. 1 2  Patentanmeldung US2009144865 (P1): Apple tree named ‚Cauflight‘. Angemeldet am 29. November 2007, veröffentlicht am 4. Juni 2009, Anmelder: Pépinières du Valois sarl, Erfinder: Stephen Glover (Apfelsorte; Online auf espacenet.com, abgerufen am 13. August 2013).
3. 1 2  Patentanmeldung US19766 (P2): Apple tree named ‚Dudek‘. Angemeldet am 10. Mai 2007, veröffentlicht am 24. Februar 2009, Erfinder: Britt F. Dudek (Apfelsorte; Online auf espacenet.com, abgerufen am 13. August 2013).